# Charles Grahmann
Charles Victor Grahmann (ur. 15 lipca 1931 w Hallettsville, Teksas, zm. 14 sierpnia 2018 w San Antonio, Teksas) – amerykański duchowny katolicki, biskup Dallas w latach 1990–2007.

## Życiorys
Święcenia kapłańskie otrzymał 17 marca 1956 i inkardynowany został do archidiecezji San Antonio. Wraz z nim ordynowany został ks. John Yanta, późniejszy biskup Amarillo.
30 czerwca 1981 papież Jan Paweł II mianował go biskupem pomocniczym San Antonio ze stolicą tytularną Equilium. Sakry udzielił mu jego ówczesny zwierzchnik abp Patrick Flores.
13 kwietnia 1982 mianowany pierwszym ordynariuszem nowo utworzonej diecezji Victoria w Teksasie. Od 9 grudnia 1989 sprawował funkcję koadiutora biskupa Dallas. Sukcesję przejął 14 lipca 1990. 6 marca 2007 papież Benedykt XVI przyjął jego rezygnację z powodu osiągnięcia wieku emerytalnego.